# Fritz Christian Balsløw
Fritz Christian Balsløw (12. april 1797 på Fødselsstiftelsen – 23. januar 1877 i København) var en dansk tømrermester og chef for Københavns Brandkorps.
Balsløw var tømrermester og møllebygger i København. 1827-28 lod han opføre huset Nørregade 26-26a, 1829 huset Fiolstræde 9 og i 1830-31 huset Fiolstræde 13. Alle tre huse er gode repræsentanter for guldalderens senklassicisme, og husene i Fiolstræde blev fredet 1945 og 1951.
Han var vice-brandmajor under Johan Christian Kerrn, og efter Kernns afgang blev Balsløw 1. marts 1859 oberstløjtnant og chef for Brandkorpset, hvilket han var til 1. august 1870, hvor brandvæsenet blev lagt ind under Københavns Magistrat. Han var Ridder af Dannebrog og Dannebrogsmand.
Han blev gift 3. april 1828 i Fredensborg Slotskirke med Susanne Mathiesen.